# Peder Sather
Peder Sather (Odal, 25 settembre 1810 – Oakland, 28 dicembre 1886) è stato un banchiere e filantropo statunitense di origine norvegese, meglio conosciuto per la sua eredità all'Università della California, Berkeley. La sua vedova, Jane K. Sather, donò soldi in sua memoria per due dei monumenti più famosi della scuola. Sather Gate e Sather Tower, più comunemente conosciuta come The Campanile, sono entrambi punti di riferimento storici della California registrati nel Registro nazionale dei luoghi storici [1].
In suo onore si tengono ogni anno, presso l'ateneo californiano, le Sather lectures, delle lectiones magistralis sull'antichità greca e latina tenute da letterati selezionati. Le lezioni, di solito in numero di sei, sono di norma trascritte e stampate in forma di libro. Tra i più celebri invitati: Ronald Syme, William Bedell Stanford, John Linton Myres, Arnaldo Momigliano e Herbert Weir Smyth.

## Biografia

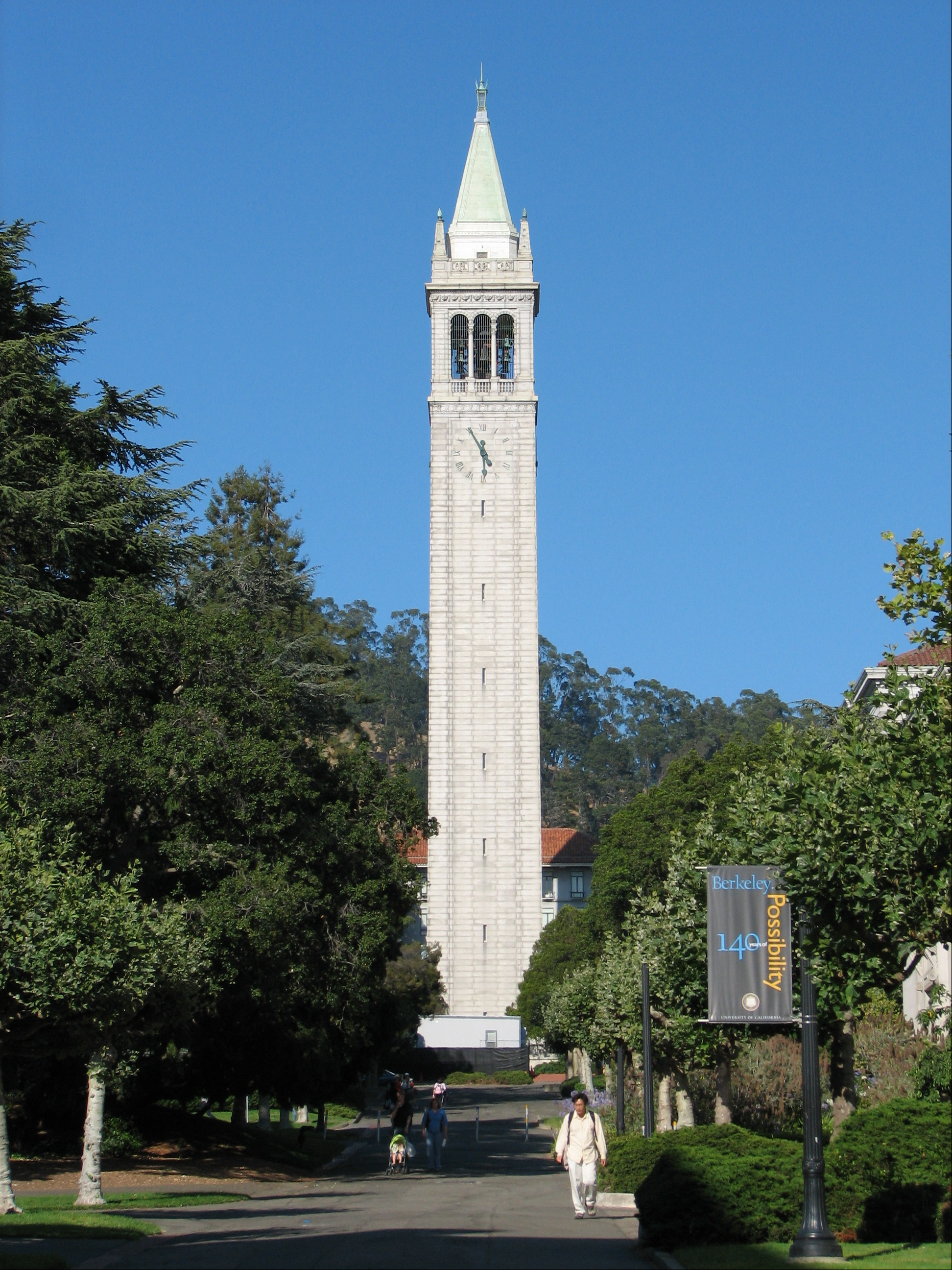
La Sather Tower nel campus di Berkeley

Peder Pedersen Sæther nacque a Odal, un distretto tradizionale nella contea di Hedmark, Norvegia orientale, nella fattoria Nordstun Nedre Sæther (Sør-Odal). I suoi genitori erano Peder Larsen e Mari Kristoffersdatter. Sæther era un pescatore prima di emigrare a New York City intorno al 1832. Entrò nella banca Drexel & Co. a Filadelfia e vi rimase fino al 1850.
Il banchiere di Filadelfia Francis Martin Drexel si offrì di assistere Peder Sather e il suo socio in affari, Edward W. Church, nella creazione di una banca a San Francisco. Nel 1850, Sather e Church si trasferirono a San Francisco e fondarono la società bancaria Drexel, Sather & Church. Dal 1863 Peder Sather divenne l'unico proprietario della banca. E diventò uno degli uomini più ricchi della California. Alla sua morte, la società bancaria Sather and Church fu assorbita dalla Bank of California. Peder Sather era un amministratore del College of California, che in seguito sarebbe diventato l'Università della California, Berkeley.
La prima moglie di Sather, Sarah Thompson, nacque nel 1808 nel Connecticut e morì nel 1881. Ebbero 4 figli: Caroline Eugenia Sather, nata nel 1836; Josephine Frederikke Sather (sposata Bruguière), nata nel 1845, morì quando la nave passeggeri White Star Line SS L'arabo fu silurata il 19 agosto 1915; Mary Emma Sather, nata intorno al 1845 e Peder B. Sather, nato nell 1846. Peder Sather era il nonno materno del fotografo Francis Bruguière.
Peder Sather sposò una seconda volta, nel 1882, la vedova Jane Krom Read (1824-1911). Quattro anni dopo, dopo la morte del marito, lei donò soldi per la costruzione di Sather Gate e Sather Tower all'UC Berkeley, entrambi chiamati in suo onore. Creò anche una dotazione per la cattedra Sather di letteratura classica presso l'Università. L'azienda bancaria di Sather continuò fino a quando fu acquisita dalla Bank of California nel 1910. A sua moglie Jane Krohm Read sono dedicate la Sather Gate e la Sather Tower, entrambe nel campus di Berkeley, l'ultima delle quali è un campanile da cui ha preso il nome il linguaggio di programmazione Sather.